# الاضطرابات الاجتماعية في الأنتيل الفرنسية 2021
الاضطرابات الاجتماعية في الأنتيل الفرنسية 2021 هو صراع اجتماعي بدأ منذ 17 نوفمبر 2021 في جزر الأنتيل الفرنسية، ولا سيما في جوادلوب ومارتينيك.
بعد قرار الحكومة الفرنسية بإدخال التطعيم الإجباري للعاملين في مجال الرعاية الصحية وإصدار تصريح الصحة في العديد من الأماكن العامة، بدأت أعمال التخريب والإضراب العام والمظاهرات، أولاً في جوادلوب ثم في مارتينيك.

## التاريخ

### 2020
- في 19 نوفمبر فرض حاكم جوادلوب حظر تجول من الساعة 6 مساءً. حتى الساعة 5:00 صباحًا لأسباب أمنية.[2]
- أعلنت السلطات إغلاق المدارس وخدمات المحافظات في 22 نوفمبر. وفي نفس اليوم امتدت الثورة إلى جزر المارتينيك.[3]
- في 26 نوفمبر أعلن وزير الخارجية الفرنسية سيباستيان ليكورنو تأجيل مطلب التطعيم حتى 31 ديسمبر، وقال إنه مستعد «للحديث عن استقلال غوادلوب».[4]

### 2021
- في 3 يناير نظمت مجموعة من المنظمات المعارضة لبطاقة الصحة والتلقيح الإلزامي «عملية الحلزون» بالسيارة، مما أدى إلى ازدحام مروري.[5]
- في 4 يناير تم نصب سلسلة من الحواجز الصغيرة والحرائق في بلدية سانت روز.[6]